# Storia moderna dei Fori di Roma
Storia moderna dei Fori di Roma è un saggio di Italo Insolera e Francesco Perego che riguarda le trasformazioni della zona archeologica centrale di Roma dal 1870 alla fine del XX secolo. Prima edizione 1983 col titolo Archeologia e città, nuova edizione riveduta e aggiornata 1999.
La complessa vicenda dei Fori al centro della Roma antica e contemporaneamente della Roma moderna à tracciata considerando rapidamente le premesse tra il 1870 e il 1922 e poi invece con una approfondita documentazione storica e critica dei tre periodi successivi:
1. Roma fascista e lo sventramento per creare la via dell'Impero
2. Il lungo sonno successivo in cui l'archeologia è quasi ignorata e considerata come un impaccio per le automobili e per la città nuova
3. Con la legge speciale Biasimi (4 marzo 1981) e con il nuovo indirizzo dato dai Sindaci Giulio Carlo Argan (1976-1979) e Luigi Petroselli (1979-1981) i Fori tornano ad essere riconosciuti come centro della Roma antica e moderna; con l'isola pedonale domenicale (dal 1º febbraio 1981) il dibattito sulla loro sistemazione e uso è al centro della vita culturale e politica della città.

## Edizioni
- Italo Insolera e Francesco Perego, Storia moderna dei Fori di Roma, sesta ed., collana Grandi opere, Laterza,  pp. 398, cap. 28, ISBN 88-420-5910-2.